# Wim Kortenoeven
Willem Robert Frank (Wim) Kortenoeven (Voorburg, 29 mei 1955) is een Nederlands politicus, publicist en journalist die zich bezighoudt met de politieke verwikkelingen in het Midden-Oosten, toegespitst op het Arabisch-Israëlische conflict, waarbij hij een uitgesproken pro-Israëlisch standpunt inneemt. Ook schrijft hij over de Joodse geschiedenis. In 17 juni 2010 werd hij Tweede Kamerlid en woordvoerder Buitenlandse Zaken voor de Partij voor de Vrijheid (PVV). Na een breuk met deze partij was hij van 3 juli tot en met 19 september 2012 fractievoorzitter van de Groep Kortenoeven/Hernandez. Na de verkiezingen van 2012 keerde Kortenoeven niet terug in de Kamer.
Over bovengenoemde onderwerpen geeft hij lezingen en gastcolleges en draagt hij bij aan Israël Aktueel, het maandblad van de stichting Christenen voor Israël. Verder is hij directeur van het Netherlands-Israel Public Affairs Committee (NIPAC), een lobbyorganisatie ten behoeve van Israël (een Nederlandse variant van het Amerikaanse AIPAC).

## Biografie
Kortenoeven groeide op als oudste in een kerkelijk gezin, hij had drie zussen. Zijn vader was ambtenaar bij het Ministerie van Cultuur, Recreatie en Maatschappelijk Werk en diaken in de Nederlands Hervormde Kerk. Kortenoeven volgde opleidingen op het gebied van toerisme en maatschappelijke dienstverlening plus een tweetal universitaire studies (geschiedenis - niet voltooid - en politicologie) en zat vóór zijn verplichte militaire dienst een poosje in een kibboets in Israël.

### Loopbaan
Na zijn diensttijd werkte hij een paar jaar bij een reisorganisatie en verbleef hij opnieuw enige tijd in een kibboets. Daarna kreeg hij een baan in de sociale sfeer en was hij nog enkele jaren directeur in het bedrijfsleven, voordat hij zich in 1991 geheel begon te wijden aan journalistieke en publicerende activiteiten.
Eerst werkte hij nog negen jaar op freelance- en projectbasis in eigen land alsook in Israël en de Verenigde Staten. Daarna was hij van juni 2000 tot juni 2010 als onderzoeker, adviseur en redacteur in dienst bij het Centrum Informatie en Documentatie Israel (CIDI) plus van 2007 tot 2009 als deeltijdleraar bij het Joods Educatief Centrum Crescas.

### Politieke carrière
Toen Martin Bosma hem vroeg te solliciteren naar een Kamerzetel voor de PVV heeft Kortenoeven na lang aarzelen toch een brief verzonden. Hij kwam op de 22e plaats van de kandidatenlijst van de PVV voor de Tweede Kamerverkiezingen van 2010 en werd verkozen. Als reden om voor de PVV in de Tweede Kamer zitting te nemen, noemde hij het tegengaan van wat hij ziet als de islamisering van Nederland, waarbij hij de staat Israël als de voorhoede beschouwt in de verdediging tegen deze godsdienst en diens mogelijke politiek-maatschappelijke aspiraties.
In juni 2011 stemde hij als enige binnen de PVV-fractie tegen een wetsvoorstel van de Partij voor de Dieren dat een verbod op onverdoofd ritueel slachten behelsde. Het door de Tweede Kamer geamendeerde wetsvoorstel werd door de Eerste Kamer na behandeling op 13 december 2011, op 19 juni 2012 in stemming gebracht en verworpen. Alleen de Partij voor de Dieren, PVV, 50PLUS, OSF en twee leden van GroenLinks stemden voor.
In een uitvoerig interview met Huib Modderkolk van NRC Handelsblad sprak hij de hoop uit dat de formatieonderhandelingen in het Catshuis goed zouden aflopen: "Ik zit hier met een missie maar het is niet af. Ik heb nog niet zo veel concreets voor elkaar gekregen", maar op 3 juli 2012 stapte Kortenoeven samen met Marcial Hernandez uit de PVV-fractie. De twee hadden met name kritiek op de autoritaire manier waarop Wilders de partij zou leiden. Kortenoeven en Hernandez vormden samen de fractie Groep Kortenoeven/Hernandez, waarvan Kortenoeven fractievoorzitter werd.
In augustus 2012 meldde De Telegraaf dat Joodse organisaties en particulieren in de Verenigde Staten volgens Kortenoeven 'woedend' op de PVV waren, omdat in het verkiezingsprogramma van die partij een verbod op ritueel slachten was opgenomen. Het betrof hier donateurs van wie Wilders de voorgaande jaren door fondsenwerving in alle delen van de VS en Canada veel geld had weten binnen te halen dankzij de pro-Israël-opstelling van zijn partij. Kortenoeven startte naar aanleiding van dit dossier een actieve lobby in zowel Nederland als de VS tegen Geert Wilders. Op 20 september 2012 eindigde zijn Kamerlidmaatschap.

### Na de politiek
Kortenoeven vertrok uit Voorburg en ging wonen in Eli, een Israëlische nederzetting op de Westelijke Jordaanoever.

## Publicaties
Over zijn interessegebied schreef hij een aantal boeken, onder andere over Hamas, de islamistisch-Palestijnse terreurbeweging, over Mohammed Amin El Hoesseini, grootmoefti van Jeruzalem van 1921 tot 1948, en bondgenoot van de Duitse dictator Adolf Hitler.
In 2005 publiceerde Kortenoeven De kern van de zaak, waarin hij stelt dat de Arabische wereld in het algemeen en de Palestijnen in het bijzonder zich zouden kenmerken door een fundamentele onverdraagzaamheid jegens Joden, die niet op territoriaal-politieke maar op religieus-politieke motieven is gebaseerd. Volgens hem hebben Arabieren een fanatieke afkeer jegens Joden en geeft dit aan het ontstaan en voortbestaan van het 'zogenaamde vluchtelingenprobleem' een dimensie die voor Westerse politici - vanwege hun weigering de islam als een politieke beweging te beschouwen - strikt onhandelbaar is.